# Baskaltsi
Baskaltsi (Bulgaars: Баскалци) is een dorp in het zuidwesten van Bulgarije. Het dorp is gelegen in de gemeente Petritsj, oblast Blagoëvgrad. Het dorp ligt 60 km ten zuiden van Blagoëvgrad en 138 km ten zuiden van Sofia.

## Bevolking
Op 31 december 2020 telde het dorp Baskaltsi 64 inwoners. Het aantal inwoners vertoont al jaren een dalende trend: in 1965 woonden er nog 454 mensen in het dorp.
|  |

In het dorp wonen uitsluitend etnische Bulgaren. In de optionele volkstelling van 2011 identificeerden alle 82 ondervraagden zichzelf als etnische Bulgaren. 
| Etnische samenstelling van de respondenten (2011) | Etnische samenstelling van de respondenten (2011) | Etnische samenstelling van de respondenten (2011) | Etnische samenstelling van de respondenten (2011) | Etnische samenstelling van de respondenten (2011) |
| ------------------------------------------------- | ------------------------------------------------- | ------------------------------------------------- | ------------------------------------------------- | ------------------------------------------------- |
|                                                   |                                                   |                                                   |                                                   |                                                   |
| Bulgaren                                          | Bulgaren                                          |                                                   | 100,0%                                            | 100,0%                                            |
| Turken                                            | Turken                                            |                                                   | 0,0%                                              | 0,0%                                              |
| Roma                                              | Roma                                              |                                                   | 0,0%                                              | 0,0%                                              |
| Anders/Onbekend                                   | Anders/Onbekend                                   |                                                   | 0,0%                                              | 0,0%                                              |